# Anisozyga pacifica
Anisozyga pacifica är en fjärilsart som beskrevs av Felder 1875. Anisozyga pacifica ingår i släktet Anisozyga och familjen mätare. Inga underarter finns listade i Catalogue of Life.